# Guzmics Richárd
Guzmics Richárd (Szombathely, 1987. április 16. –) korábbi magyar válogatott labdarúgó.

## Pályafutása

### Klubcsapatokban
Szülővárosában a helyi Haladásban kezdett el futballozni. A klub akkor éppen a NB II-ben szerepelt, ahonnan a 2007-2008-as szezonban nyert bajnoki címet követően jutottak vissza az élvonalba. Újoncként mindjárt a harmadik helyet szerezték meg, ez pedig azt jelentette, hogy elindulhattak a következő évi Európa-liga selejtezőben. Guzmics 2014 szeptember 10-én igazolt a lengyel Wisła Krakówhoz, a szombathelyiek színeiben 247 bajnoki mérkőzést játszott le.
2017. január 7-én a kínai élvonalban szereplő Jenpien Funde játékosa lett. A 2017-es szezon végén csapatával kiesett az élvonalból. Guzmics 19 bajnokin egy gólt szerzett. 2018 áprilisban a Csöcsiang Jitang ellen piros lapot kapott, majd tíz mérkőzésre eltiltották. A 2018-as kínai másodosztályú bajnokságban 18 alkalommal lépett pályára és egy gólt szerzett. Az év végén lejáró szerződését nem hosszabbította meg, így szabadon igazolható játékos lett.
2019. január 26-án a szlovák Slovan Bratislava játékosa lett.
2019. október 14-én a Mezőkövesd Zsóry  bejelentette szerződtetését. Kontraktusa a szlovák csapattal december 31-én járt le, és csak ezt követően léphetett pályára új csapatában. 2021. április 6-án bejelentette, hogy szerződést bontott a Mezőkövesddel.
2021. augusztus 12-én a Haladás bejelentette, hogy 7 év után visszatér nevelőegyüttesébe. 2022 nyarán visszavonult, a labdarúgástól nem szakadt el, management céget alapított.

### A válogatottban
2012. november 14-én mutatkozott be a válogatottban a Norvégia ellen. 2013. szeptember 3-án, a románok elleni mérkőzés 2. percében utolsó emberként hatalmasat hibázott, gyakorlatilag gólpasszt adva Ciprian Maricának. Az eset után kikezdte a sajtó, illetve a szurkolók is, és a válogatottba sem hívták Egervári Sándor távozása után. Bernd Storck volt az, aki ismét a válogatott védelmében számított az akkor már a Wisła Krakówban légióskodó Guzmicsra, aki a védelem egyik legmegbízhatóbb tagja volt a selejtezők, majd a pótselejtezők folyamán. Részt vett a 2016-os labdarúgó-Európa-bajnokságon, ahol a magyar válogatott mind a négy mérkőzésén pályára lépett.

### Magánélete
2022-ben született meg kisfia, Maxim. Maxim nagybátyja anyai ágon Makk Péter, korábbi országos bajnok teniszező.

## Sikerei, díjai
Szombathelyi Haladás
- NB II bajnok: 2007-2008
- NB I bronzérmese: 2008-2009

 ŠK Slovan Bratislava
- Szlovák bajnok: 2018–2019,[14]  2019-2020[15]

 Mezőkövesd Zsóry
- Magyar kupa ezüstérmese 2019-2020[16]

### Válogatottal
Magyarország
- Európa-bajnokság
  - nyolcaddöntős : 2016

## Statisztika

### Válogatottban
| Magyarország | Magyarország | Magyarország |
| Év           | Mérk.        | Gólok        |
| ------------ | ------------ | ------------ |
| 2012         | 1            | 0            |
| 2013         | 6            | 0            |
| 2014         | –            | –            |
| 2015         | 5            | 1            |
| 2016         | 10           | 0            |
| 2017         | 4            | 1            |
| 2018         | 1            | 0            |
| Összesen     | 27           | 2            |

### Mérkőzései a válogatottban
| Magyarország | Magyarország         | Magyarország                              | Magyarország   | Magyarország | Magyarország | Magyarország    | Magyarország | Magyarország |
| #            | Dátum                | Helyszín                                  | Hazai          | Eredmény     | Vendég       | Kiírás          | Gólok        | Esemény      |
| ------------ | -------------------- | ----------------------------------------- | -------------- | ------------ | ------------ | --------------- | ------------ | ------------ |
| 1.           | 2012. november 14.   | Budapest, Puskás Ferenc Stadion           | Magyarország   | 0 – 2        | Norvégia     | barátságos      | -            | 74'          |
| 2.           | 2013. március 26.    | Isztambul, Şükrü Saracoğlu Stadion        | Törökország    | 1 – 1        | Magyarország | vb-selejtező    | -            | a szünetben  |
| 3.           | 2013. június 6.      | Győr, ETO Park                            | Magyarország   | 1 – 0        | Kuvait       | barátságos      | -            |              |
| 4.           | 2013. augusztus 14.  | Budapest, Puskás Ferenc Stadion           | Magyarország   | 1 – 1        | Csehország   | barátságos      | -            | 69'          |
| 5.           | 2013. szeptember 6.  | Bukarest, Nemzeti Stadion                 | Románia        | 3 – 0        | Magyarország | vb-selejtező    | -            |              |
| 6.           | 2013. szeptember 10. | Budapest, Puskás Ferenc Stadion           | Magyarország   | 5 – 1        | Észtország   | vb-selejtező    | -            | 60'          |
| 7.           | 2013. október 11.    | Amszterdam, Amsterdam ArenA               | Hollandia      | 8 – 1        | Magyarország | vb-selejtező    | -            | 81'          |
| 8.           | 2015. szeptember 4.  | Budapest, Groupama Aréna                  | Magyarország   | 0 – 0        | Románia      | Eb-selejtező    | -            | 24'          |
| 9.           | 2015. szeptember 7.  | Belfast, Windsor Park                     | Észak-Írország | 1 – 1        | Magyarország | Eb-selejtező    | 1            | 74' 19'      |
| 10.          | 2015. október 8.     | Budapest, Groupama Aréna                  | Magyarország   | 2 – 1        | Feröer       | Eb-selejtező    | -            |              |
| 11.          | 2015. november 12.   | Oslo, Ullevaal Stadion                    | Norvégia       | 0 – 1        | Magyarország | Eb-selejtező    | -            | 39'          |
| 12.          | 2015. november 15.   | Budapest, Groupama Aréna                  | Magyarország   | 2 – 1        | Norvégia     | Eb-selejtező    | -            |              |
| 13.          | 2016. március 26.    | Budapest, Groupama Aréna                  | Magyarország   | 1 – 1        | Horvátország | barátságos      | -            |              |
| 14.          | 2016. június 4.      | Gelsenkirchen, Veltins-Arena              | Németország    | 2 – 0        | Magyarország | barátságos      | -            |              |
| 15.          | 2016. június 14.     | Bordeaux, Stade Bordeaux-Atlantique (FRA) | Ausztria       | 0 – 2        | Magyarország | Eb-csoportkör   | -            |              |
| 16.          | 2016. június 18.     | Marseille, Stade Vélodrome (FRA)          | Izland         | 1 – 1        | Magyarország | Eb-csoportkör   | -            |              |
| 17.          | 2016. június 22.     | Lyon, Stade des Lumières (FRA)            | Magyarország   | 3 – 3        | Portugália   | Eb-csoportkör   | -            | 13'          |
| 18.          | 2016. június 26.     | Toulouse, Stadium de Toulouse (FRA)       | Magyarország   | 0 – 4        | Belgium      | Eb-nyolcaddöntő | -            |              |
| 19.          | 2016. szeptember 6.  | Tórshavn, Tórsvøllur Stadion              | Feröer         | 0 – 0        | Magyarország | vb-selejtező    | -            |              |
| 20.          | 2016. október 7.     | Budapest, Groupama Aréna                  | Magyarország   | 2 – 3        | Svájc        | vb-selejtező    | -            |              |
| 21.          | 2016. október 10.    | Riga, Skonto stadion                      | Lettország     | 0 – 2        | Magyarország | vb-selejtező    | -            |              |
| 22.          | 2016. november 13.   | Budapest, Groupama Aréna                  | Magyarország   | 4 – 0        | Andorra      | vb-selejtező    | -            |              |
| 23.          | 2017. augusztus 31.  | Budapest, Groupama Aréna                  | Magyarország   | 3 – 1        | Lettország   | vb-selejtező    | -            |              |
| 24.          | 2017. szeptember 3.  | Budapest, Groupama Aréna                  | Magyarország   | 0 – 1        | Portugália   | vb-selejtező    | -            |              |
| 25.          | 2017. október 7.     | Bázel, St. Jakob-Park                     | Svájc          | 5 – 2        | Magyarország | vb-selejtező    | 1            | 59'          |
| 26.          | 2017. október 10.    | Budapest, Groupama Aréna                  | Magyarország   | 1 – 0        | Feröer       | vb-selejtező    | -            |              |
| 27.          | 2018. március 27.    | Budapest, Groupama Aréna                  | Magyarország   | 0 – 1        | Skócia       | barátságos      | -            |              |
|              | Összesen             |                                           |                | 27           | mérkőzés     |                 | 2            | gól          |